# Tauksi
Tauksi (także: Tauks; ros. Таукси lub Тауксъ) – estońska wyspa na Morzu Bałtyckim, na obszarze cieśniny Väinameri, u zachodnich wybrzeży kraju. Od północy wyspę oblewają wody zatoki Lõpe. Na wschodzie wąskim pasem wody oddzielona jest od półwyspu Sassi. Na południowy zachód od wyspy położona jest Mustarahu, na południe Väike Siimurahu.
Zajmuje powierzchnię ok. 3,66 km². Obwód wyspy wynosi ok. 10,184 km. Administracyjnie znajduje się w prowincji Läänemaa, w gminie Ridala. W całości stanowi obszar chroniony. Część północna wyspy w większości zalesiona.